# Proskauera fruticella
Proskauera fruticella là một loài rêu trong họ Plagiochilaceae. Loài này được (Hook. f. & Taylor) J. Heinrichs & J.J. Engel mô tả khoa học đầu tiên năm 2006.